# Le Péché de Ned
Le Péché de Ned (France) ou La Conversion d'une star (Québec) (A Star is Born again) est le 13e épisode de la saison 14 de la série télévisée d'animation Les Simpson.

## Épisode
Les Simpson vont à la plage, assister à l'évènement annuel : le retour des méduses. Après cet évènement, un bal est donné où tous les couples de Springfield se retrouvent sauf Ned Flanders qui est veuf. Triste, il retourne travailler dans son magasin pour gauchers où il fait la connaissance de Sara Sloane, une actrice en tournage très en vue qui le courtise. Dès lors, Ned s'affiche avec Sara et sont poursuivis par les paparazzi, ce qui ne les empêche pas de vivre ensemble. Plus tard, Sara demande à Ned de venir vivre à Hollywood, mais devant son refus, c'est elle qui décide de s'installer à Springfield. Un soir, pendant un concert, elle lui fait part de son désir de coucher avec lui. Ned, d'abord réticent, se laisse convaincre par ce qu'il perçoit comme étant un signe de Dieu. À la suite de cela, il demande à Sara de l'épouser mais elle refuse. Elle repart donc vivre à Hollywood, laissant Ned seul mais désormais populaire auprès des femmes.
On apprendra qu'elle se mariera avec une autre star dans la nuit de sa rupture avec Ned, mais qu'elle divorcera le jour suivant.